# K-L变换
K-L轉換（英語：Karhunen-Loève Transform）是建立在統計特性基礎上的一種轉換，它是均方差（MSE, Mean Square Error）意義下的最佳轉換，因此在資料壓縮技術中佔有重要的地位。
K-L轉換名称来自Kari Karhunen和Michel Loève。
K-L轉換是對輸入的向量x，做一個正交變換，使得輸出的向量得以去除數據的相關性。
然而，K-L轉換雖然具有均方差(MSE)意義下的最佳轉換，但必須事先知道輸入的訊號，並且需經過一些繁雜的數學運算，例如协方差(covariance)以及特徵向量(eigenvector)的計算。因此在工程實踐上K-L轉換並沒有被廣泛的應用，不過K-L轉換是理論上最佳的方法，所以在尋找一些不是最佳、但比較好實現的一些轉換方法時，K-L轉換能夠提供這些轉換性能的評價標準。
以處理圖片為範例，在K-L轉換途中，圖片的能量會變得集中，有助於壓縮圖片，但是實際上，KL轉算為input-dependent，即需要對每張輸入圖片存下一個轉換機制，每張圖都不一樣，這在實務應用上是不實際的。

## 原理
KL轉換屬於正交轉換，其處輸入訊號的原理如下：
對輸入向量{\displaystyle \mathbf {x} }做KL傳換後，輸出向量{\displaystyle \mathbf {X} }之元素間({\displaystyle u_{1}\neq u_{2}}, {\displaystyle u_{1}}和{\displaystyle u_{2}}為{\displaystyle \mathbf {X} }之元素的index)的相關性為零，即：{\displaystyle E[(X[u_{1}]-{\bar {X}}[u_{1}])(X[u_{2}]-{\bar {X}}[u_{2}])]=0}
展開上式並做消去：
{\displaystyle E[X[u_{1}]X[u_{2}]]-{\bar {X}}[u_{1}]{\bar {X}}[u_{2}]=0}
如果{\displaystyle {\bar {x}}[n]=0}，因為KL轉換式線性轉換的關係，{\displaystyle {\bar {X}}[n]=0}，則可以達成以下式，所以這裡得輸入向量{\displaystyle \mathbf {x} }之平均值{\displaystyle {\bar {x}}}需為{\displaystyle 0}，所以KLT是專門用於隨機程序的分析：
{\displaystyle E[X[u_{1}]X[u_{2}]]=0}
其中{\displaystyle u_{1}\neq u_{2}}，即輸出向量不同元素相關性為{\displaystyle 0}。
回到矩陣表示形式，令{\displaystyle \mathbf {K} }為KL轉換矩陣，使：
{\displaystyle \mathbf {X} =\mathbf {Kx} }
以{\displaystyle \mathbf {K} }和{\displaystyle \mathbf {x} }表示{\displaystyle \mathbf {X} }之covariance矩陣：
{\displaystyle E[\mathbf {X} \mathbf {X} ^{T}]=E[\mathbf {K} \mathbf {x} \mathbf {x} ^{T}\mathbf {K} ^{T}]=\mathbf {K} E[\mathbf {x} \mathbf {x} ^{T}]\mathbf {K} ^{T}}
因為{\displaystyle {\bar {x}}[n]=0}，{\displaystyle E[\mathbf {x} \mathbf {x} ^{T}]}直接等於covariance矩陣：
{\displaystyle E[\mathbf {X} \mathbf {X} ^{T}]=\mathbf {K} \mathbf {C} \mathbf {K} ^{T}}
其中{\displaystyle \mathbf {C} }為{\displaystyle \mathbf {x} }之covariance矩陣。
如果要使{\displaystyle E[X[u_{1}]X[u_{2}]]=0}，則{\displaystyle E[\mathbf {X} \mathbf {X} ^{T}]}必須為對角線矩陣，即對角線上之值皆為{\displaystyle 0}，所以{\displaystyle \mathbf {K} }必須將傳換成對角線矩陣，即{\displaystyle \mathbf {K} }的每一行皆為{\displaystyle \mathbf {C} }之特徵向量。
K-L轉換的目的是將原始數據做轉換，使得轉換後資料的相關性最小。若輸入數據為一維：
{\displaystyle y[u]=\sum _{n=0}^{N-1}K[u,n]x[n]}
{\displaystyle K[u,n]=e_{n}[n]}
其中en為輸入訊號x共變異數矩陣(covariance matrix)Cx的特徵向量(eigenvector)
若輸入訊號x為二維：
{\displaystyle y[u,v]=\sum _{m=0}^{M-1}\sum _{n=0}^{N-1}K[u,m]K[v,m]x[m,n]}

## 與離散餘弦轉換的關係[1]
二維之K-L轉換推導係自原先輸入信號之自協方矩陣
{\displaystyle C_{x_{i}x_{j}}=E[x_{i},x_{j}]}
亦即
{\displaystyle C_{x_{i}x_{j}}={\begin{bmatrix}E[x_{1},x_{1}]&E[x_{1},x_{2}]&E[x_{1},x_{3}]&\dots &E[x_{1},x_{j}]&\dots &E[x_{1},x_{N}]\\E[x_{2},x_{1}]&E[x_{2},x_{2}]&E[x_{2},x_{3}]&\dots &E[x_{2},x_{j}]&\dots &E[x_{2},x_{N}]\\\vdots &\vdots &\vdots &\ddots &\vdots &\ddots &\vdots \\E[x_{i},x_{1}]&E[x_{i},x_{2}]&E[x_{i},x_{3}]&\dots &E[x_{i},x_{j}]&\dots &a_{in}\\\vdots &\vdots &\vdots &\ddots &\vdots &\ddots &\vdots \\E[x_{M},x_{1}]&E[x_{M},x_{2}]&E[x_{M},x_{3}]&\dots &E[x_{M},x_{j}]&\dots &E[x_{M},x_{N}]\end{bmatrix}}}
而得，此處假設輸入信號x已經先減去平均值。
而當輸入彼此具高度相關性，如影像等，則可假設其在水平與垂直方向上得以被分離，並以水平與垂直之相關係數{\displaystyle \rho _{H},\rho _{V}}加以表示
假設{\displaystyle x_{i}} 與 {\displaystyle x_{j}} 之水平和垂直距離分別為{\displaystyle h,v}
則 {\displaystyle E[x_{i},x_{j}]=\rho _{H}^{h}\cdot \rho _{V}^{v}}
以一3x2之輸入 {\displaystyle X={\begin{bmatrix}x1&x2&x3\\x4&x5&x6\end{bmatrix}}} 為例
此時 {\displaystyle C_{x_{i}x_{j}}={\begin{bmatrix}1&\rho _{H}&\rho _{H}^{2}&\rho _{V}&\rho _{H}\rho _{V}&\rho _{H}^{2}\cdot \rho _{V}\\\rho _{H}&1&\rho _{H}&\rho _{H}\rho _{V}&\rho _{V}&\rho _{H}\rho _{V}\\\rho _{H}^{2}\rho _{V}&\rho _{H}&1&\rho _{H}^{2}\rho _{V}&\rho _{H}\rho _{V}&\rho _{V}\\\rho _{V}&\rho _{H}\rho _{V}&\rho _{H}^{2}\rho _{V}&1&\rho _{H}&\rho _{H}^{2}\\\rho _{H}\rho _{V}&\rho _{V}&\rho _{H}\rho _{V}&\rho _{H}&1&\rho _{H}\\\rho _{H}^{2}\rho _{V}&\rho _{H}\rho _{V}&\rho _{V}&\rho _{H}^{2}&\rho _{H}&1\end{bmatrix}}}
而對於任意尺寸的水平或垂直方向之協方差矩陣可以表示成
{\displaystyle C_{xx}={\begin{bmatrix}\rho &\rho ^{2}&\dots &\rho ^{N-1}\\\rho ^{2}&\rho &\dots &\rho ^{N-2}\\\vdots &\vdots &\ddots &\vdots \\\rho ^{N-1}&\rho ^{N-2}&\dots &\rho \end{bmatrix}}}
可發現其值僅與 {\displaystyle |i-j|} 有關，取其閉合形式，其基底元素{\displaystyle v_{ij}} 為
{\displaystyle v_{ij}={\sqrt {\frac {2}{N+\lambda _{j}}}}\sin {({\frac {(2i-N-1)\omega }{2}}+{\frac {j\pi }{2}})}}
此處 {\displaystyle \lambda _{j}} 為 {\displaystyle C_{xx}} 之特徵值
{\displaystyle \lambda _{j}={\frac {1-\rho ^{2}}{1-2\rho \,\cos {\omega _{j}}+\rho ^{2}}}}
其中 {\displaystyle \tan(N\omega _{j})=-{\frac {(1-\rho ^{2})\sin {\omega _{j}}}{\cos {\omega _{j}}-2\rho +\rho ^{2}\cos {\omega _{j}}}}}
對於不同的輸入影像，其{\displaystyle \rho }會有所不同，而若是令 {\displaystyle \rho \rightarrow 1}，則此轉換不必與輸入相關，同時繼承了K-L轉換去除相關性的優異性質。
此時 {\displaystyle \lambda _{j}=\left\{{\begin{matrix}N,&{\mbox{if }}j=1\\0,&{\mbox{if }}j\neq 1\end{matrix}}\right.}
代入上式，得 KLT|{\displaystyle \rho \rightarrow 1} ，{\displaystyle v_{ij}=\left\{{\begin{matrix}{\sqrt {\frac {1}{N}}}\cos {\frac {(2i-1)(j-1)\pi }{2N}},&{\mbox{if }}j=1\\{\sqrt {\frac {2}{N}}}\cos {\frac {(2i-1)(j-1)\pi }{2N}},&{\mbox{if }}j\neq 1\end{matrix}}\right.}
離散餘弦轉換較K-L轉換在實務上較為有利，因其毋須紀錄會隨輸入而改變的轉換矩陣。

## KLT與PCA的區別
KLT和主成分分析(PCA, Principle component analysis) 有相似的特性，二者之間有很細微的差異，其中KLT專門處理隨機性的訊號，但PCA則沒有這個限制。對PCA而言，這裡假設輸入訊號為ㄧ向量，輸入向量{\displaystyle \mathbf {x} }在乘上轉換矩陣{\displaystyle \mathbf {W} }之前，會先將輸入向量扣去平均值，即:
{\displaystyle \mathbf {X} =\mathbf {W} (\mathbf {x} -{\bar {x}})}
PCA會根據{\displaystyle \mathbf {x} }之covariance矩陣來選擇特徵向量做為轉換矩陣之內容：
{\displaystyle E[(\mathbf {x} -{\bar {x}})(\mathbf {x} -{\bar {x}})^{T}]=\mathbf {W\Lambda W} ^{T}}
其中{\displaystyle \mathbf {\Lambda } }為對角線矩陣且對角線值為特徵值。
由上述可見PCA和KLT之差異在於有沒有減去平均值，這是由於輸入資料分布的限制造成的，當輸入向量支平均值為零時，二這者沒有差異。

## 應用
在影像的壓縮上，目的是要將原始的影像檔用較少的資料量來表示，由於大部分的影像並不是隨機的分布，相鄰的像素(Pixal)間存在一些相關性，如果我們能找到一種可逆轉換(reversible transformation)，它可以去除數據的相關性，如此一來就能更有效地儲存資料，由於K-L轉換是一種線性轉換，並有去除資料相關性的特性，便可以將它應用在影像的壓縮上。此外，由於K-L轉換具有將訊號轉到特徵空間(eigenspace)的特性，因此也可以應用在人臉辨識上。